# Jack Kinney
Pour les articles homonymes, voir Kinney.
Jack Kinney est un animateur et réalisateur américain né le 29 mars 1909 dans l'Utah (États-Unis), mort le 9 février 1992 à Glendale (États-Unis).

## Biographie
Il est engagé aux Studios Disney en 1931 comme animateur sur les courts métrages, officiellement pour un emploi temporaire.
En 1939, il est toujours chez Disney et obtient la direction des courts métrages ayant pour héros Dingo. 
Il obtient le poste de réalisateur de séquence sur des longs métrages comme Pinocchio et Dumbo puis de réalisateur sur des courts métrages comme sur Pluto a des envies, sorti le 28 juin 1940 ou Der Fuehrer's Face (1943).
Il a été licencié des studios Disney le 23 octobre 1957 et fonde son propre studio d'animation en 1959.
En 1988, il publie un livre sur Disney : Walt Disney and Assorted Other Characters  (ISBN 0517570572).

## Filmographie

### Comme réalisateur

#### Cinéma
- 1940 : Pinocchio
- 1940 : Pluto a des envies (Bone Trouble)
- 1940 : Le Planeur de Dingo (Goofy's Glider)
- 1941 : Le Dragon récalcitrant (The Reluctant Dragon)
- 1941 : Attention fragile (Baggage Buster)
- 1941 : Dumbo
- 1941 : Leçon de ski (The Art of Skiing)
- 1941 : Dingo champion de boxe (The Art of Self Defense)
- 1942 : Saludos Amigos
- 1942 : Dingo joue au baseball (How to Play Baseball)
- 1942 : Dingo champion olympique (The Olympic Champ)
- 1942 : Comment être un bon nageur (How to Swim)
- 1942 : Dingo va à la pêche (How to Fish)
- 1943 : Der Fuehrer's Face
- 1943 : El Gaucho Goofy
- 1943 : Victoire dans les airs (Victory Through Air Power)
- 1943 : Vive le pogostick (Victory Vehicles)
- 1943 : Figaro et Cléo (Figaro and Cleo)
- 1944 : Pour être un bon marin (How to Be a Sailor)
- 1944 : Le Golf (How to Play Golf)
- 1944 : Dingo joue au football (How to Play Football)
- 1944 : Les Trois Caballeros (The Three Caballeros)
- 1945 : L'Histoire du gauchito volant (The Flying Gauchito)
- 1945 : La Chasse au tigre (Tiger Trouble)
- 1945 : Souvenir d'Afrique (African Diary)
- 1945 : En route pour l'Ouest (Californy 'er Bust)
- 1945 : Imagination débordante (Duck Pimples)
- 1945 : La Castagne (Hockey Homicide)
- 1946 : La Boîte à musique (Make Mine Music)
- 1946 : Two Silhouettes
- 1946 : The Story of Menstruation
- 1946 : The Martins and the Coys
- 1946 : Johnnie Fedora and Alice Bluebonnet
- 1946 : Casey at the Bat
- 1946 : All the Cats Join In
- 1947 : Bongo, roi du cirque
- 1948 : Mélodie Cocktail (Melody Time)
- 1948 : Bumble Boogie
- 1949 : Dingo joue au tennis (Tennis Racquet)
- 1949 : Dingo fait de la gymnastique (Goofy Gymnastics)
- 1949 : Le Crapaud et le Maître d'école (The Wind in the Willows ou The Adventures of Ichabod and Mr. Toad)
- 1949 : La Mare aux grenouilles (The Wind in the Willows)
- 1949 : La Légende de la Vallée endormie (The Legend of Sleepy Hollow)
- 1950 : Comment faire de l'équitation (How to Ride a Horse)
- 1950 : The Brave Engineer
- 1950 : Automaboule (Motor Mania)
- 1950 : Le petit oiseau va sortir (Hold That Pose)
- 1951 : Dingo et le lion (Lion Down)
- 1951 : Pluto et la Cigogne (Cold Storage)
- 1951 : Dingo architecte (Home Made Home)
- 1951 : Guerre froide (Cold War)
- 1951 : Tomorrow We Diet
- 1951 : Vive la fortune (Get Rich Quick)
- 1951 : Papa Dingo (Fathers are People)
- 1951 : Défense de fumer (No Smoking)
- 1952 : Father's Lion
- 1952 : Hello Aloha
- 1952 : Man's Best Friend
- 1952 : Dingo cow-boy (Two Gun Goofy)
- 1952 : Teachers are People
- 1952 : Dingo en vacances (Two Weeks Vacation)
- 1952 : How to Be a Detective
- 1953 : Papa est de sortie (Father's Day Off)
- 1953 : Dingo toréador (For Whom the Bulls Toil)
- 1953 : Father's Week End
- 1953 : L'Art de la danse (How to Dance)
- 1953 : Football Now and Then
- 1953 : How to Sleep
- 1954 : Donald's Diary
- 1954 : The Lone Chipmunks
- 1954 : Two for the Record
- 1954 : Pigs is Pigs
- 1954 : Casey Bats Again
- 1954 : Social Lion
- 1955 : Contrast in Rhythm
- 1956 : Chips Ahoy
- 1958 : The Legend of Sleepy Hollow
- 1959 : Les Aventures d'Aladin (1001 Arabian Nights)
- 1980 : Mickey Mouse Disco

#### Télévision
- 1956 : Popeye (série télévisée)
- 1963 : The New Casper Cartoon Show (série télévisée)

## Récompenses et nominations

### Nominations
- Il est nommé Disney Legends en 1992[1].